# Hoisn-Haus

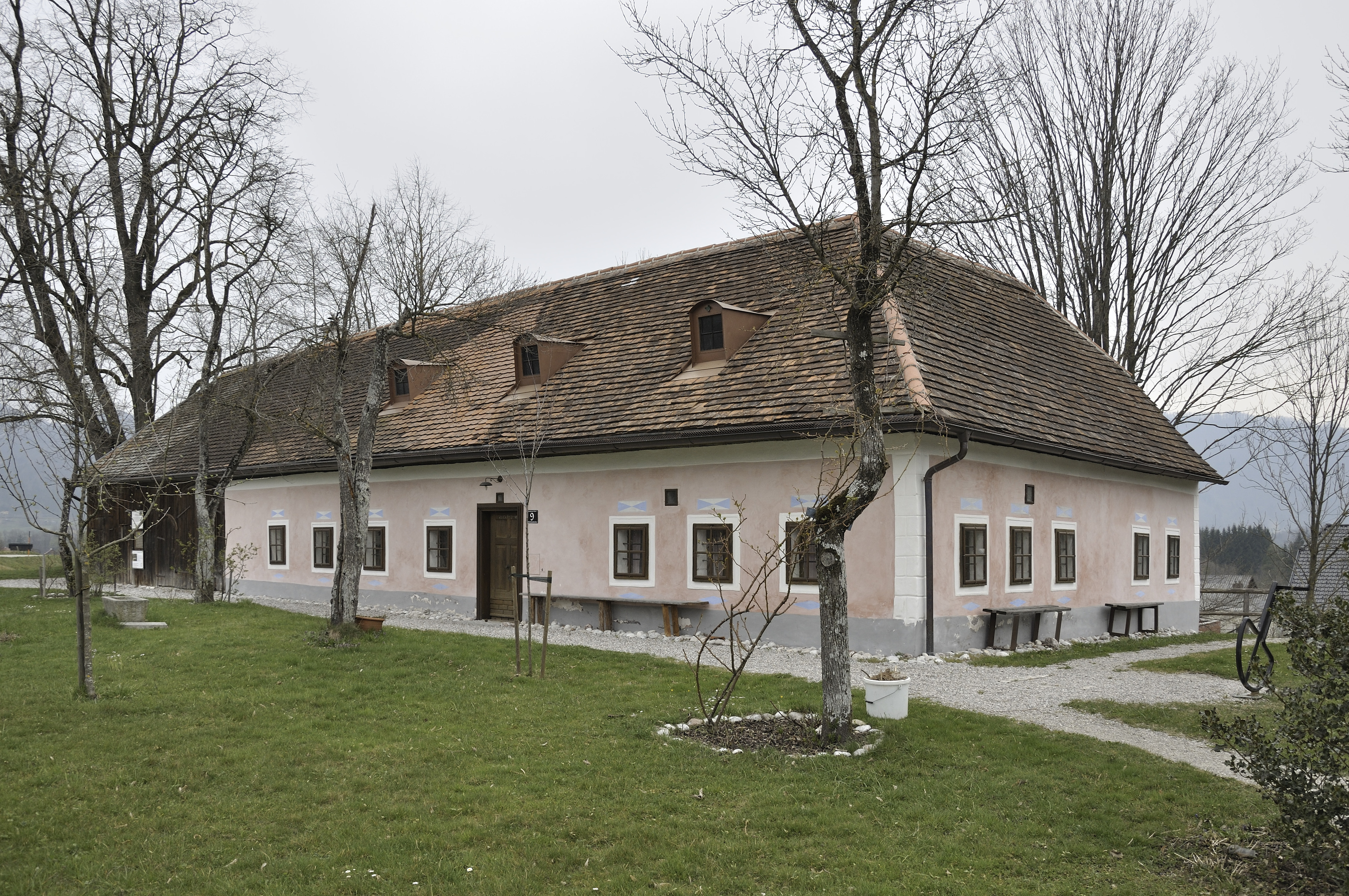
Hoisn-Haus in Molln

Das Hoisn-Haus in der Marktgemeinde Molln in Oberösterreich ist eine historische Maultrommel-Schmiede. Das Gebäude in der Maultrommelstraße 9 (früher Molln Nr. 87) steht unter Denkmalschutz (Listeneintrag). Die Erzeugung der Mollner Maultrommel wurde 2014 als immaterielles Kulturerbe in Österreich anerkannt.

## Geschichte
Im Forsturbar der Herrschaft Steyr aus dem Jahr 1615 wird zum ersten Mal ein Gebäude an dieser Stelle erwähnt. Seit 1791 sind Maultrommelmacher im Haus nachweisbar. Schmiedemeister Gottlieb Kradauer führte damals das Meisterzeichen „GK“ für die Hoisn-Schmiede ein, das von nachfolgenden Inhabern mit jeweiliger Bewilligung durch die Zunft übernommen wurde.
Am 31. Dezember 1927 berichtete die Linzer Tagespost über den 84-jährigen Maultrommelmacher Hois und seine Familie. Nach dem Tod von Georg Hois im Jahr 1936 führten dessen Gattin mit ihrer Tochter Maria Hois den Betrieb weiter. Ab dem Todesjahr der Mutter 1965 führte Maria Hois die Schmiede bis 1971 alleine weiter. Das Gebäude war noch bis zum Jahr 2000 bewohnt.
Im Jahr 2004 wurde der Verein gegründet, um die in schlechtem Zustand befindliche alte Maultrommelschmiede zu erhalten bzw. zu revitalisieren. 2007 wurden die Sanierung des Daches und der Fenster, die Restaurierung der Fassade und die Freilegung einer historischen Stuckdecke abgeschlossen. Im Jahr 2008 wurden die Innenräume und der Gartenbereich mit Hauskreuz und Bauerngarten liebevoll gestaltet. 

## Beschreibung
Das ursprüngliche Haus war wesentlich kleiner. Die heutige Ausdehnung entstand wohl in der Zeit der 
Hochkonjunktur der Maultrommelerzeugung im ausgehenden 18. und dem ersten Viertel des 19. Jahrhunderts mit nur geringen Veränderungen aus späterer Zeit.
Das eingeschoßige Gebäude auf leicht hakenförmigem Grundriss besitzt ein hohes, steiles Dach mit Gaupen. Auf der Längsseite hat es sieben Achsen, deren mittlere die Eingangstür ist. Der Stall ist angebaut.

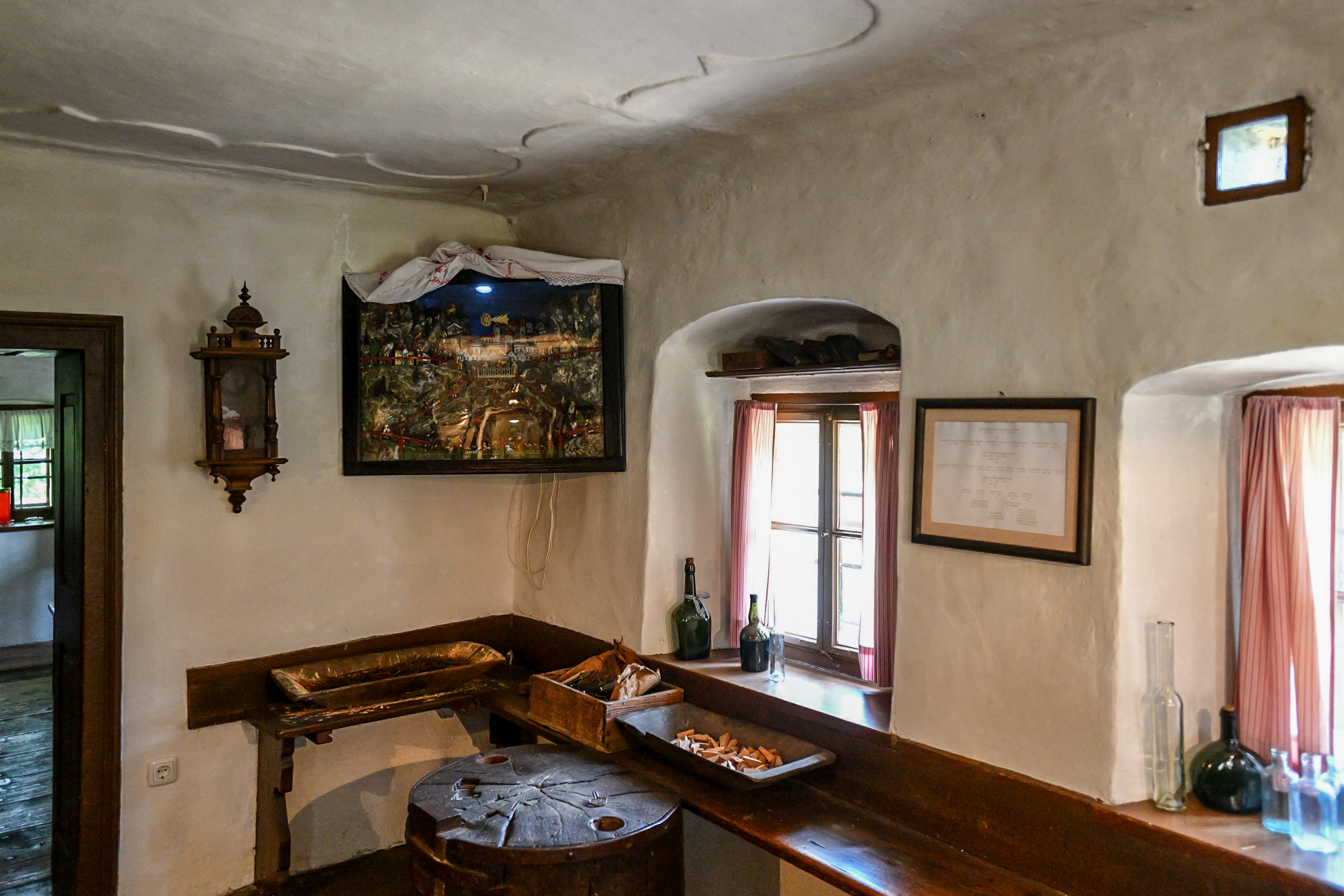
Innenansicht

Die große Stube im Inneren war einstmals die Werkstätte der Maultrommelmacher. Die Stuckdecke ist mit „S.H. 1803“ bezeichnet und deutet auf den damaligen Eigentümer Sebastian Hofer hin. Zwei Werkstöcke stehen noch an ihrem ursprünglichen Platz.

## Film
Die Dreharbeiten für den Film Rebellen der Berge – Wilderer fanden 2019 in Molln unter anderem im Hoisn-Haus, im „Museum im Dorf“, in der Forsthub Ramsau und in der Breitenau statt.